# Tsukemen
 (mai 2019).
Si vous disposez d'ouvrages ou d'articles de référence ou si vous connaissez des sites web de qualité traitant du thème abordé ici, merci de compléter l'article en donnant les références utiles à sa vérifiabilité et en les liant à la section « Notes et références ».
Les tsukemen (つけ麺, litt. « nouilles trempées ») sont un plat japonais de nouilles chaudes ou froides consommées après avoir été trempées dans un bol de bouillon.
Ce plat a été créé à Tokyo en 1961 par Kazuo Yamagishi (en), un chef japonais, et s'est rapidement popularisé a Tokyo, puis dans le reste du Japon.